# Solliès-Pont
Solliès-Pont là một xã thuộc tỉnh Var trong vùng Provence-Alpes-Côte d'Azur miền đông nam nước Pháp.